# Phaenosperma globosa
Phaenosperma es un género monotípico de plantas herbáceas perteneciente a la familia de las poáceas. Su única especie: Phaenosperma globosa Munro ex Benth., es originaria de Japón, China y Corea.

## Descripción
Son plantas perennes; robustas, rizomatosas con cañas de 100-300 cm de altura; herbáceas; de 0,03 cm de diámetro. Culmos con nodos glabros. Entrenudos sólidos o huecos y hojas no agregadas basales;  no auriculadas con las láminas de las hojas ampliamente lineales; de  10-30 mm de ancho; planas; pseudopecioladas (al menos las basales, se invierten por torsión del pecíolo); pinnadamente veteada (con los nervios inclinados oblicuamente desde la nervadura central) ; desarticuladas de las vainas. La lígula una membrana ciliada; no truncada (aguda a redondeada); de 6-10 mm de largo. Contra-lígula ausente. Plantas bisexual, con espiguillas bisexuales; con flores hermafroditas. Las espiguillas todas por igual en la sexualidad. Inflorescencia paniculada; abierta; espateada; no comprende inflorescencias parciales y de los órganos foliares. 

## Taxonomía
Phaenosperma globosa fue descrita por Munro ex Benth. y publicado en Journal of the Linnean Society, Botany 19(115–116): 59–60. 1881.
Citología
El número cromosómico básico es x = 12, con números cromosómicos somáticos de 2n = 24 diploides.
Sinonimia
- Garnotia japonica Hack., Oesterr. Bot. Z. 52: 55, 1902
- Euthryptochloa longiligula Cope, Kew Bull., vol, 42, nº13, 707-709, 1987[2]